# Marwan Rashed

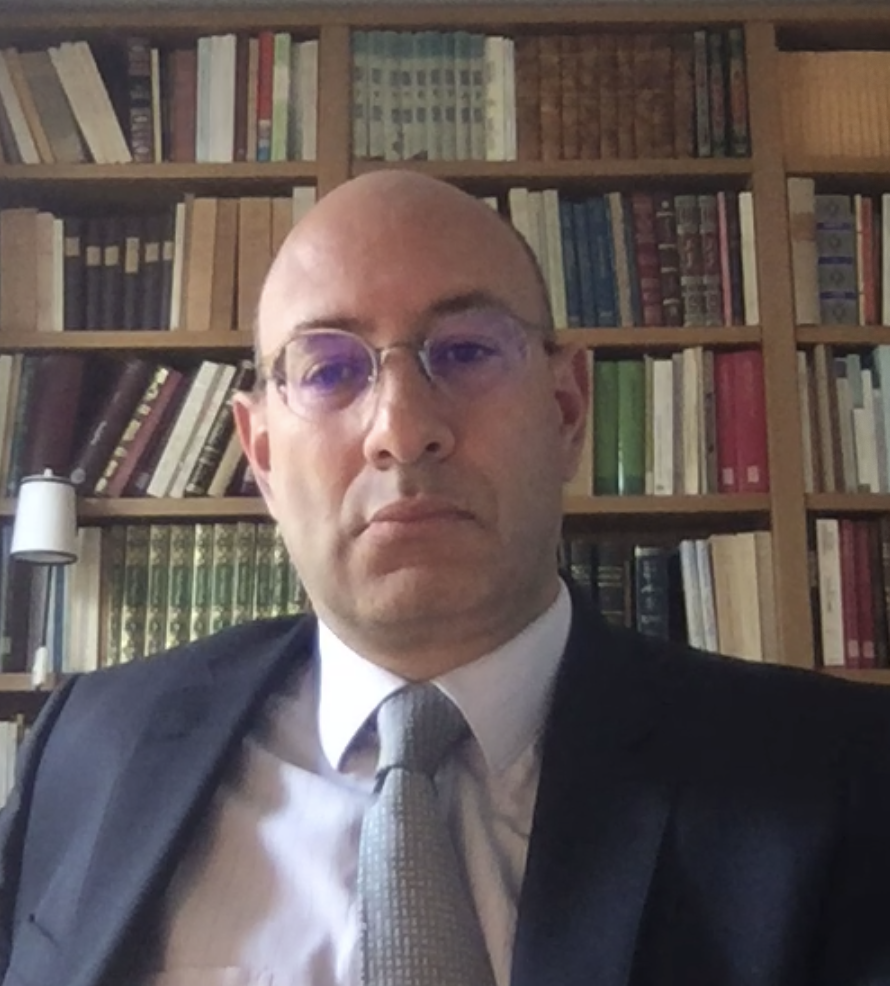
Marwan Rashed, Mai 2021

Marwan Rashed (* 26. Juni 1971 in Paris) ist ein französischer Klassischer Philologe (Gräzistik) und Philosophiehistoriker auf dem Gebiet der griechischen und der arabischen Philosophie.

## Leben
Rashed, Sohn des ägyptisch-französischen Mathematik- und Wissenschaftshistorikers Roshdi Rashed, ist in Frankreich aufgewachsen. Er studierte von 1991 bis 1995 an der École normale supérieure de la rue d’Ulm bei Monique Alexandre und Jacques Brunschwig, erwarb die Maîtrise und bestand 1994 die Agrégation (Staatsprüfung für das höhere Lehramt) in lettres classiques (Klassische Sprachen und Literaturen). Daran schloss er ein dreijähriges Promotionsstudium am Graduiertenkolleg „Griechische und Byzantinische Textüberlieferung“ in Hamburg und am Aristoteles-Archiv in Berlin an, das er 1999 mit einer Dissertation „Die Überlieferungsgeschichte der aristotelischen Schrift De generatione et corruptione“ bei Dieter Harlfinger abschloss. 
Darauf wurde er im Jahr 2000 als Forschungsmitarbeiter in das Centre Léon Robin des Centre national de la recherche scientifique (CNRS) aufgenommen, dessen stellvertretender Direktor er nunmehr ist. 2005 folgte die Habilitation in Philosophie bei Jonathan Barnes an der Universität Paris IV. Im Jahr darauf wurde er als Professor für griechische Philosophie an die École Normale Supérieure de la rue d’Ulm berufen. Im Februar 2013 wechselte er als Professor für Geschichte der griechischen und der arabischen Philosophie an die Université Paris-Sorbonne.
Rashed hatte Gastprofessuren an der Rice University in Houston (2008), an der Universität Turin (2009) und an der Humboldt-Universität zu Berlin (2013) inne sowie am Center for Advanced Studies der Ludwig-Maximilians-Universität München (2017–2018), wo er mit Oliver Primavesi an einer textkritischen Neuedition der Metaphysik des Aristoteles für die Oxford Classical Texts arbeitet, welche die byzantinische und arabische Überlieferung berücksichtigt. 2013 hat er auf Einladung der Fakultät für Philosophie der Universität Oxford die Nellie Wallace Lectures gehalten. 2018 bis 2019 war er Inhaber der Chaire Perelman der Université libre de Bruxelles.
Rashed hat vor allem zu Aristoteles und seinen antiken Kommentatoren gearbeitet. Hervorgetreten ist er durch eine Neuedition und Neuinterpretation der aristotelischen Schrift De generatione et corruptione. Zum Aristoteles-Exegeten Alexander von Aphrodisias hat er in byzantinischen Scholien neue Fragmente gefunden und erstmals ediert. Gegenwärtig forscht Rashed vor allem zur mathematischen Ontologie in Platons Timaios.
Auf seiten der arabischen Philosophie interessiert sich Rashed vor allem für die Rezeption der griechischen Philosophie. In diesem Zusammenhang hat er die Handschrift eines Werkes des imamitischen Theologen Al-Ḥasan ibn Mūsā al-Nawbakhtī (ca. 850–ca. 920) entdeckt und erstmals ediert.
Rashed ist Herausgeber der Reihe Scientia Graeco-Arabica und Mitherausgeber der Commentaria in Aristotelem Graeca et Byzantina, beide im Verlag Walter de Gruyter, Berlin.
In der Debatte um das Buch Aristote au Mont-Saint-Michel. Les racines grecques de l’Europe chrétienne (2008) von Sylvain Gouguenheim, der die Rolle islamischer Gelehrter bei der Vermittlung griechischer Philosophie, Medizin und Wissenschaften an das lateinische Mittelalter bestritt, vertrat Rashed zusammen mit Philippe Büttgen, Alain de Libera und Irène Rosier-Catach die dem entgegengesetzte communis opinio.

## Auszeichnungen
- 2001: Joachim-Jungius-Preis der Joachim-Jungius-Gesellschaft der Wissenschaften
- 2004: Médaille de bronze des Centre national de la recherche scientifique, Section 35
- 2006: Prix Raymond-Weil der Association pour l’encouragement des études grecques en France
- 2011: Chevalier des Ordre des Arts et des Lettres
- 2016: World Award of the Islamic Republic of Iran für das Buch des Jahres in iranischen und islamischen Studien[3]
- 2017: Prix Alfred Croiset der Académie des Inscriptions et Belles-Lettres
- 2018: Prix Georges-Dumézil der Académie Française

## Schriften (Auswahl)
- Die Überlieferungsgeschichte der aristotelischen Schrift De generatione et corruptione. Wiesbaden, Dr. Ludwig Reichert Verlag, 2001, 386 Ss., 48 Tafeln, ISBN 9783895002120.
- Aristote. De la génération et la corruption. Édition, traduction et commentaire. Paris, Les Belles Lettres, 2005, 530 Ss. ISBN 978-2-251-00527-0.
- L’Héritage Aristotélicien. Textes inédits de l’Antiquité. Paris, Les Belles Lettres, 2007, 601 Ss. ISBN 978-2-251-18105-9.
- Essentialisme. Alexandre d’Aphrodise entre logique, physique et cosmologie. Berlin/New York, Walter de Gruyter, 2007, 356 Ss. ISBN 978-3-11-090130-6.
- Alexandre d’Aphrodise, Commentaire perdu à la Physique d’Aristote (Livres IV-VIII). Les scholies byzantines. Berlin/New York, Walter de Gruyter, 2011, 660 p. ISBN 978-3-11-021646-2.
- Al-Ḥasan ibn Mūsā al-Nawbakhtī, Commentary on Aristotle On Generation and Corruption. Edition, translation and commentary. Berlin/New York, Walter de Gruyter, 2015.
- L’Héritage Aristotélicien. Textes inédits de l’Antiquité. Nouvelle édition revue et augmentée. Paris, Les Belles Lettres, 2016.
- La Jeune Fille et la Sphère. Études sur Empédocle. Paris, Presses de l’Université Paris Sorbonne, 2017.
- mit Riccardo Chiaradonna (Hrsg.): Boéthos de Sidon – Exégète d’Aristote et philosophe. Berlin/New York, 2020 (Commentaria in Aristotelem Graeca et Byzantina, Series Academica), ISBN 978-3-11-069982-1.
- Ptolémée « al-gharīb ». Épître à Gallus sur la vie, le testament et les écrits d’Aristote, Paris, Les Belles Lettres, 2021, ISBN 978-2-251-00644-4.